# Smokey and the Bandit Part 3
Série
Tu fais pas le poids, shérif !
(1980)
Pour plus de détails, voir Fiche technique et Distribution.
Smokey and the Bandit Part 3 est un film américain réalisé par Dick Lowry, sorti en 1983. Il s'agit du dernier volet de la trilogie commencée par Cours après moi shérif et Tu fais pas le poids, shérif !. C'est un spin off centré sur Buford T. Justice le shérif qui traque Bandit à travers les deux premiers films.

## Synopsis
Big Enos et Little Enos viennent d'ouvrir un restaurant de fruits de mer et veulent le promouvoir à leur façon. Mais cette fois-ci, le Bandit n'est pas disponible, ils font alors appel à Cletus. Ils parient au sheriff Buford T. Justice que s'il n'arrive pas à les stopper entre Miami et le ranch de Enos au Texas dans un certain laps de temps, Buford devra abandonner son badge de Sheriff. Cletus porte une fausse moustache et se fait passer pour Bandit en conduisant la même voiture que Bandit pour tromper Buford...

## Fiche technique
- Titre français : Smokey and the Bandit Part 3
- Réalisation : Dick Lowry
- Scénario : Stuart Birnbaum et David Dashev
- Photographie : James Pergola
- Musique : Larry Cansler
- Production : Mort Engelberg
- Pays d'origine : États-Unis
- Format : Couleurs
- Genre : comédie
- Durée : 85 minutes
- Date de sortie : 1983

## Distribution
- Jackie Gleason  (VF : Jean-Claude Sachot)  : Buford T. Justice
- Jerry Reed  (VF : Lionel Tua)  : Cledus Snow / Le faux 'Bandit'
- Paul Williams : Little Enos Burdette
- Pat McCormick  (VF : Michel Modo)  : Big Enos Burdette
- Mike Henry : Junior Justice
- Colleen Camp : Dusty Trails
- Faith Minton : Tina
- Dick Lowry : Sand Dumper
- Burt Reynolds  (VF : Marc Alfos)  : Le vrai 'Bandit'

## Commentaire
Burt Reynolds qui jouait Bandit dans les 2 premiers films (Cours après moi shérif + Tu fais pas le poids, shérif !) ne fait ici qu'une petite apparition.